# Liên đoàn bóng đá Bangladesh
Liên đoàn bóng đá Bangladesh (BFF) (tiếng Bengal: বাংলাদেশ ফুটবল ফেডারেশন) là tổ chức quản lý, điều hành các hoạt động bóng đá ở Bangladesh. BFF quản lý đội tuyển bóng đá quốc gia Bangladesh, tổ chức các giải bóng đá như giải vô địch bóng đá Bangladesh, cúp bóng đá Bangladesh,.... BFF là thành viên của cả Liên đoàn bóng đá thế giới (FIFA), Liên đoàn bóng đá châu Á (AFC) và Liên đoàn bóng đá Nam Á.
Chủ tịch của Liên đoàn bóng đá Bangladesh hiện nay là ông S.A. Sultan.